# Ярош Руслан Леонідович
Руслан Леонідович Ярош (нар. 31 серпня 1979, Київ, УРСР) — колишній український футболіст, півзахисник.

## Кар'єра гравця
Вихованець київського футболу. Почав виступу в аматорському клубі «Дніпро» з Києва. Професійно почав виступати в київській «Оболоні», в команді дебютував 12 вересня 1997 року в матчі проти «Південьсталі» (0:0). Після виступав за аматорський «Миколаїв», «Цементник-Хорда» та «Борисфен». З 1999 року по 2001 рік виступав за «Цементник-Хорда». У сезоні 1999/00 років став другим бомбардиром в групі «А» Другої ліги, забив 13 м'ячів. Потім грав за «Сокіл» із Золочева. Взимку 2002 року перейшов до олександрійської «Олександрії». У Вищій лізі дебютував 25 березня 2002 року в матчі проти ужгородського «Закарпаття» (0:1). Руслан у тому поєдинку на 89-ій хвилині матчу замінив Ігоря Плотка. Загалом у футболці «поліграфів» зіграв 15 поєдинків та відзначився 1 голом. У сезоні 2003/04 років виступав за вінницьку «Ниву».
Влітку 2004 року перейшов в ужгородське «Закарпаття». У команді дебютував 20 липня 2004 року в матчі проти київського «Динамо» (1:2). Сезон 2005/06 років провів у харківському «Металісті». Всього за «Металіст» провів 30 матчів та забив 4 м'ячі у Вищій лізі, також провів 1 матч у Кубку України. У липні 2006 року на правах вільного агента перейшов у маріупольський «Іллічівець». У команді не зміг закріпитися, після чого перейшов до київського «Арсеналу» влітку 2007 року, де також не закріпився в основі. Взимку 2008 року повернувся до ужгородського «Закарпаття». Влітку 2008 року побував на перегляді в клубі ФК «Львів».